# Shangzhou
Der Stadtbezirk Shangzhou (商州区,  Shāngzhōu Qū) ist ein Stadtbezirk der bezirksfreien Stadt Shangluo im Osten der chinesischen Provinz Shaanxi. Er hat eine Fläche von 2.645 Quadratkilometern und zählt 472.978 Einwohner (Stand: Zensus 2020).

## Administrative Gliederung
Auf Gemeindeebene setzt sich der Stadtbezirk aus vier Straßenvierteln, sechzehn Großgemeinden und zehn Gemeinden zusammen. 